# Clásica de Rionegro
La Clásica de Ciclismo Ciudad Santiago de Arma de Rionegro est une course cycliste colombienne disputée, généralement au mois de février, dans le département d'Antioquia. Traditionnellement nommée Clásica José María Córdova, l'épreuve se déroule autour de la municipalité de Rionegro, capitale de l'Oriente antioqueño (es). La première édition, appelée I Vuelta Nacional Laboratorio de Paz del oriente Antioqueño-Aguardiente Antioqueño a été organisée en 2003, avec le soutien du gouvernement du département, épaulant les efforts des maires de la sous-région (es), engagés dans le processus de paix,.
En 2017, elle redevient la première course du calendrier de la Fédération colombienne de cyclisme, en retrouvant sa date fétiche du mois de février. Les trois éditions précédentes (2014, 2015 et 2016) ont navigué entre avril, février et septembre, en raison de financement aléatoire ou de changement de l'administration municipale. La treizième édition est avalisée par la ligue cycliste d'Antioquia et voit la participation des équipes continentales, dont le siège est en territoire antioqueño. À cette occasion, les organisateurs, avec à leur tête le maire de la ville, rendent hommage à Sergio Henao, natif de Rionegro et vainqueur en 2008.
La XV Clásica de Ciclismo Ciudad Santiago de Arma - Rionegro "Juntos Avanzamos Más", disputée en "Hommage aux cousins Henao" (“Homenaje a los primos Henao”), se disputant les 10, 11 et 12 mars 2020, est la propriété de la municipalité de Rionegro, de l'IMER (Instituto Municipal de Educación Física, Deporte y Recreación de Rionegro) et de la ligue cycliste d'Antioquia, entités responsables de son organisation et de sa direction.

## Palmarès
| Année                                                     | Vainqueur          | Deuxième                | Troisième          |
| --------------------------------------------------------- | ------------------ | ----------------------- | ------------------ |
| Vuelta Nacional Laboratorio de Paz del oriente Antioqueño |                    |                         |                    |
| 2003                                                      | Javier Zapata      | Marlon Pérez            |                    |
| 2004                                                      | Jairo Hernández    |                         |                    |
| 2005                                                      |                    |                         |                    |
| 2006                                                      | Non disputé        | Non disputé             | Non disputé        |
| Clásica de Rionegro                                       |                    |                         |                    |
| 2007                                                      | Santiago Botero    | Rigoberto Urán          | Alexis Castro      |
| 2008                                                      | Sergio Henao       |                         |                    |
| 2009                                                      | Freddy Piamonte    | Cayetano Sarmiento      | Daniel Rincón      |
| Clásica José María Córdova                                |                    |                         |                    |
| 2010                                                      | Juan Carlos López  | Fabio Duarte            | Weimar Roldán      |
| 2011                                                      | Walter Pedraza     | Sergio Henao            | Félix Cárdenas     |
| 2012                                                      | Non disputé        | Non disputé             | Non disputé        |
| 2013                                                      | Óscar Sevilla      | Juan Pablo Villegas     | Daniel Jaramillo   |
| 2014                                                      | Óscar Sevilla      | Rafael Infantino        | Germán Chaves      |
| 2015                                                      | Juan David Montoya | Wilmar Paredes          | Hernando Bohórquez |
| Clásica de Ciclismo Ciudad Santiago de Arma de Rionegro   |                    |                         |                    |
| 2016                                                      | Cristian Peña      | Johan Vargas            | Edwin Arango       |
| 2017                                                      | Cristian Serrano   | Aristóbulo Cala         | Walter Vargas      |
| 2018                                                      | Robinson Chalapud  | José Tito Hernández     | Diego Ochoa        |
| 2020                                                      | Diego Ochoa        | Jhon Anderson Rodríguez | Daniel Arroyave    |
| 2021                                                      | Robinson Chalapud  | Bernardo Suaza          | William Muñoz      |
| 2022                                                      | Rodrigo Contreras  | Diego Ochoa             | Hernando Bohórquez |
| 2023                                                      | Óscar Sevilla      | Javier Jamaica          | Sebastián Castaño  |
| 2024                                                      | Alejandro Osorio   | Wilmar Paredes          | Rodrigo Contreras  |
| 2025                                                      | Rodrigo Contreras  | Jeferson Ruiz           | Diego Camargo      |